# Dialogimuzyka
Dialogimuzyka – drugi album solowy polskiego rapera i producenta muzycznego Donia. Wydawnictwo okazało się 30 sierpnia 2011 roku nakładem wytwórni muzycznej My Music. Wśród gości na albumie znaleźli się: Wolf, Kris, Moloch, Gospel Joy, Dima, Sykario i Vito WS. Materiał był promowany teledyskami do utworów "W trasie", "Wracam", "Świat może stanąć" oraz "Gram swoje".

## Lista utworów
Opracowano na podstawie materiału źródłowego.
1. "Wracam" (produkcja: Doniu)
2. "Na raz" (produkcja: Doniu)
3. "Zostajemy" (produkcja: Doniu, gościnnie: Kris)
4. "W trasie" (produkcja: Doniu)
5. "Gram swoje" (produkcja: Doniu)
6. "Między słowami" (produkcja: Doniu)
7. "W górę" (produkcja: Doniu, gościnnie: Moloch, Gospel Joy)
8. "Będę" (produkcja: Doniu)
9. "Pisany w karach" (produkcja: Doniu)
10. "Kilka centymetrów" (produkcja: Doniu)
11. "Świat może stanąć" (produkcja: Doniu, gościnnie: Wolf)
12. "Tej" (produkcja: Doniu)
13. "Kasę na dziś" (produkcja: Doniu)
14. "Pij i graj" (produkcja: Doniu, gościnnie: Dima, Sykario)
15. "Kurz na półkach" (produkcja: Doniu)
16. "Horyzont" (produkcja: Doniu, gościnnie: Vito WS)
17. "Cometzzz" (Intrumental) (produkcja: Doniu)
18. "Gram na bis" (produkcja: Doniu, gościnnie: Wolf)